# 居柒夫
居柒夫（502年—579年），姓金名荒宗，新羅真興王、真智王時期的貴族，也是文武雙全的學者和將軍。

## 先世
他是奈勿尼師今五世孫，祖父角干仍宿，父親伊飡勿力。

## 生平
545年（真興王6年），真興王採納異斯夫建議，以「記君臣之善惡，示褒貶於萬代」為目的修撰新羅《國史》。居柒夫領受王命，廣集文士編史，並於此年由大阿飡升為波伊飡。
551年（真興王12年），真興王命居柒夫和比台、仇珍、比次夫、未珍夫等八名將軍，與百濟聯軍入侵高句麗。百濟先攻破平壤，而居柒夫等乘勝取竹嶺以外高峴以內十郡。
576年（真智王元年），居柒夫被任命為上大等，委以國事。
579年老死家中，享年78歲。
韓國慶尚南道昌寧郡的昌寧新羅真興王拓境碑上記載了居柒夫的名字。

## 與法師惠亮的伕事
居柒夫年輕時心懷遠志，以僧侶的裝束遊歷四方，並潛入高句麗境內刺探國情。他聽聞法師惠亮開堂說經，便去聽講。一天惠亮問起他的來歷，居柒夫含糊其辭只說自己是新羅人，生於偏僻之地，不識學問道理，故此來求學。
當晚惠亮再次招居柒夫秘密相見，明言閱人無數，觀其面相，知道他並非普通人。惠亮勸居柒夫早日回新羅，以免被人認出。又說看居柒夫的面相，將來必為將帥，他日如果攻打此地，請他放過自己。
後來居柒夫領軍入侵高句麗時，惠亮聞訊，率領徒弟在路上相迎。居柒夫下馬以軍禮揖拜說：「昔日遊學時蒙法師之恩得保性命，今日邂逅相遇，不知何以爲報。」惠亮有感高句麗國政混亂，願意隨居柒夫到新羅。之後惠亮得真興王命為僧統，始置百高座講會及八關會。